# Snowshoe (kat)
De første Snowshoes kom til verden i 60’erne i USA som et resultat af krydsning mellem en Siameser og en bicolor American Shorthair.
Resultatet blev en masket kat med hvide markeringer på ansigt, poter og bryst. Det er en mellemstor til stor kat, der udstråler stor styrke.
Snowshoe er en korthårskat med et trekantet ansigt, store ører og blå øjne. Snowshoes vejer gennemsnitligt mellem 2,5-5,5 kg.
Snowshoes har et godt temperament. De er energiske, meget talende men ikke så højtlydte som siamesere. De er legesyge og yderst intelligente. De er meget sociale anlagte og egner sig ikke til at være alene i flere timer ad gangen.
De kræver lidt mere opmærksomhed end andre katte og skal have selskab og aktiveres. De beholder deres legeglæde hele deres liv, og trives fint med andre katte og børn. De elsker deres familie, men knytter sig som regel til en bestemt person i familien.